# Gliese 667 Ce
Gliese 667 Ce je exoplaneta v souhvězdí Štíra. Je od Země vzdálená 22 světelných let. V systému obíhá s 5 dalšími planetami: Gliese 667 Cb, Cc, Cd, Cf a Cg (možná také Ch, která je ale nepotvrzená).

## Obyvatelnost
Planeta sice obíhá v obyvatelné zóně, ale kvůli tomu, že na ní dopadá méně světla, by měla mít průměrnou teplotu okolo −49 °C.Protože je v obyvatelné zóně hvězdy, může mít planeta  na svém povrchu kapalnou vodu za předpokladu příznivých planetárních charakteristik, jako je dostatečné pokrytí odrazivými mraky a atmosférické složení podobné Zemi.